# یواس‌بی کیل
USBKill نرم‌افزاری توزیع شده در گیت‌هاب است که با پایتون و برای سیستم عامل‌های بی‌اس‌دی، لینوکس و مک‌اواس نوشته شده است.
این نرم‌افزار به عنوان یک کلید قطع اضطراری طراحی شده‌است برای زمانی که رایانه‌ی مورد نظر بدون خواست صاحب آن تحت کنترل افرادی دیگر قرار گرفته‌باشد. این نرم‌افزار یک نرم‌افزار آزاد است که تحت مجوز عمومی همگانی گنو عرضه شده‌است.
توسعه دهنده این برنامه که با نام آنلاین Hephaest0s شناخته می‌شود، آن را در پاسخ به چگونگی دستگیری پایه‌گذار مؤسسه ابریشم راس اولبریکت نوشته است، که در طی آن نمایندگان فدرال ایالات متحده بدون نیاز به همکاری خود او به شواهد متقاعدکننده‌ای در لپ تاپ او دست یافتند. این رویداد  به وسیلهٔ کپی کردن اطلاعات از فلش مموری او با پرت کردن حواس او رخ‌داد. این نرم‌افزار لیست سفیدی از دستگاه‌های مجاز برای اتصال به پورت USB کامپیوتر را دربر دارد. اگر دستگاهی درون سیاهه‌ی آن نباشد، این برنامه می‌تواند واکنش‌های گوناگونی مانند بازگشت به صفحه قفل به‌منظور رمزگذاری دیسک سخت, یا حتی پاک کردن همه اطلاعات روی دیسک را انجام دهد.